# Hannibal Islands
Hannibal Islands är öar i Australien. De ligger i delstaten Queensland, omkring 2 100 kilometer nordväst om delstatshuvudstaden Brisbane. Arean är 0,60 kvadratkilometer. Den sträcker sig 0,6 kilometer i nord-sydlig riktning, och 1,7 kilometer i öst-västlig riktning.
Savannklimat råder i trakten. Genomsnittlig årsnederbörd är 1 529 millimeter. Den regnigaste månaden är januari, med i genomsnitt 449 mm nederbörd, och den torraste är augusti, med 4 mm nederbörd.